# Jitia, Vrancea
Jitia este satul de reședință al comunei cu același nume din județul Vrancea, Muntenia, România.
 Acest articol despre o localitate din județul Vrancea este deocamdată un ciot. Puteți ajuta Wikipedia prin completarea lui.